# Fiumana
Fiumana is een plaats (frazione) in de Italiaanse gemeente Predappio.